# Manawatu United
El Manawatu United, conocido previamente como YoungHeart Manawatu, fue una franquicia de fútbol ubicada en Palmerston North, Nueva Zelanda. Fue fundada el 7 de abril de 2004 para participar en la ASB Premiership. En 2013 fue remplazada por el Wanderers, por lo que se convirtió en un equipo exclusivo de la ASB Youth League. En 2015, cuando la competición se convirtió en exclusiva para las reservas de los equipos de primera división, el Manawatu fue disuelto.
En el máximo torneo neozelandés, en dos oportunidades de la fase regular logró ser 2.º, mientras que en otras cuatro ocasiones terminó último. Es uno de los cuatro equipos del NZFC que jugó un torneo continental, el Campeonato de Clubes de Oceanía 2006. Esta irregularidad lo llevó a perder su plaza en el New Zealand Football Championship en 2013.

## Historia
Cuando la Asociación de Fútbol de Nueva Zelanda creó el Campeonato de Fútbol de Nueva Zelanda, escogió a la región de Manawatu-Wanganui para presentar un equipo a la competición. Varios equipos y asociaciones de dicha región se agruparon y formaron el YoungHeart Manawatu.
En la primera temporada finalizó último, pero en las dos torneos siguientes, 2005/06 y 2006/07 alcanzó el segundo puesto, dándole el derecho a jugar los playoffs, en el primer campeonato fue eliminado rápidamente por penales ante el Canterbury United en la primera fase, y en el segundo torneo perdió la final frente al Auckland City FC.
Gracias a sus buenas posiciones en el NZFC recibió uno de los dos cupos que poseían los clubes neozelandeses para el ya extinto Campeonato de Clubes de Oceanía de la edición 2006, donde alcanzó el 3.º puesto.
Desde entonces sus participaciones fueron muy irregulares, llegando a ocupar el 8.º y último lugar en las ediciones 2010/11, 2011/12 y 2012/13. Por esto, la Asociación de Fútbol de Nueva Zelanda decidió no renovarle la licencia para la ASB Premiership 2013/14, pasando a ser un club participante de la ASB Youth League únicamente. En 2014 cambiaría su denominación a Manawatu United y en 2015 perdería su lugar en la Youth League, dejando de existir.

## Datos del club
- Temporadas en Campeonato de Fútbol: 9
- Mejor puesto en la fase regular: 2.º (2005-06 y 2006-07)
- Peor puesto en la fase regular: 8.º (2004-05, 2010-11, 2011-12 y 2012-13)
- Mejor puesto en los playoffs: Final preliminar (2005-06)
- Mayor goleada conseguida:
  - En campeonatos nacionales: 8-1 vs. Hawke's Bay United (2005-06)
  - En torneos internacionales: 4-0 vs. Nokia Eagles (OCC 2006)
- Mayor goleada recibida:
  - En campeonatos nacionales: 1-9 vs. Canterbury United (2011-12)
  - En torneos internacionales: 1-2 vs. AS Pirae (OCC 2006)

## Estadio
Jugaba en el Memorial Park de Palmerston North, que tiene capacidad para 8000 espectadores.

## Jugadores
Durante su época en el Campeonato de Fútbol, tuvo en sus filas a varios jugadores que representaron a Nueva Zelanda tanto en la selección absoluta como en las categorías inferiores, tales como Cory Chettleburgh, Raf de Gregorio, Liam Higgins, Alex Rufer, Steven Old y Jason Hayne, entre otros. Fue también un club en el que jugaron varios jugadores de otros países de Oceanía, los fiyianos Pita Rabo y Osea Vakatalesau; los salomonenses Alick Maemae, Commins Menapi, Benjamin Totori y Nelson Sale; el vanuatuense Seule Soromon; y el samoano Desmond Fa'aiuaso, entre otros.